# تاکاشی شیمودا
تاکاشی شیمودا (به انگلیسی: Takashi Shimoda) بازیکن فوتبال اهل ژاپن و عضو تیم ملی فوتبال ژاپن است که در تاریخ ۳۱ مارس ۱۹۹۹ میلادی اولین بازی ملی‌اش را انجام داد. او در ۱ بازی ملی حضور داشت و آخرین بازی ملی خود را در تاریخ ۳۱ مارس ۱۹۹۹ میلادی انجام داد. تاکاشی شیمودا در بازی‌های ملی‌اش
گلی به ثمر نرساند.